# 农冠品
农冠品（1936年—），笔名夕明、侬克，男，壮族，广西大新人，中国民间文艺家、诗人，中国民间文艺家协会原副主席、顾问。